# قصص التهريج

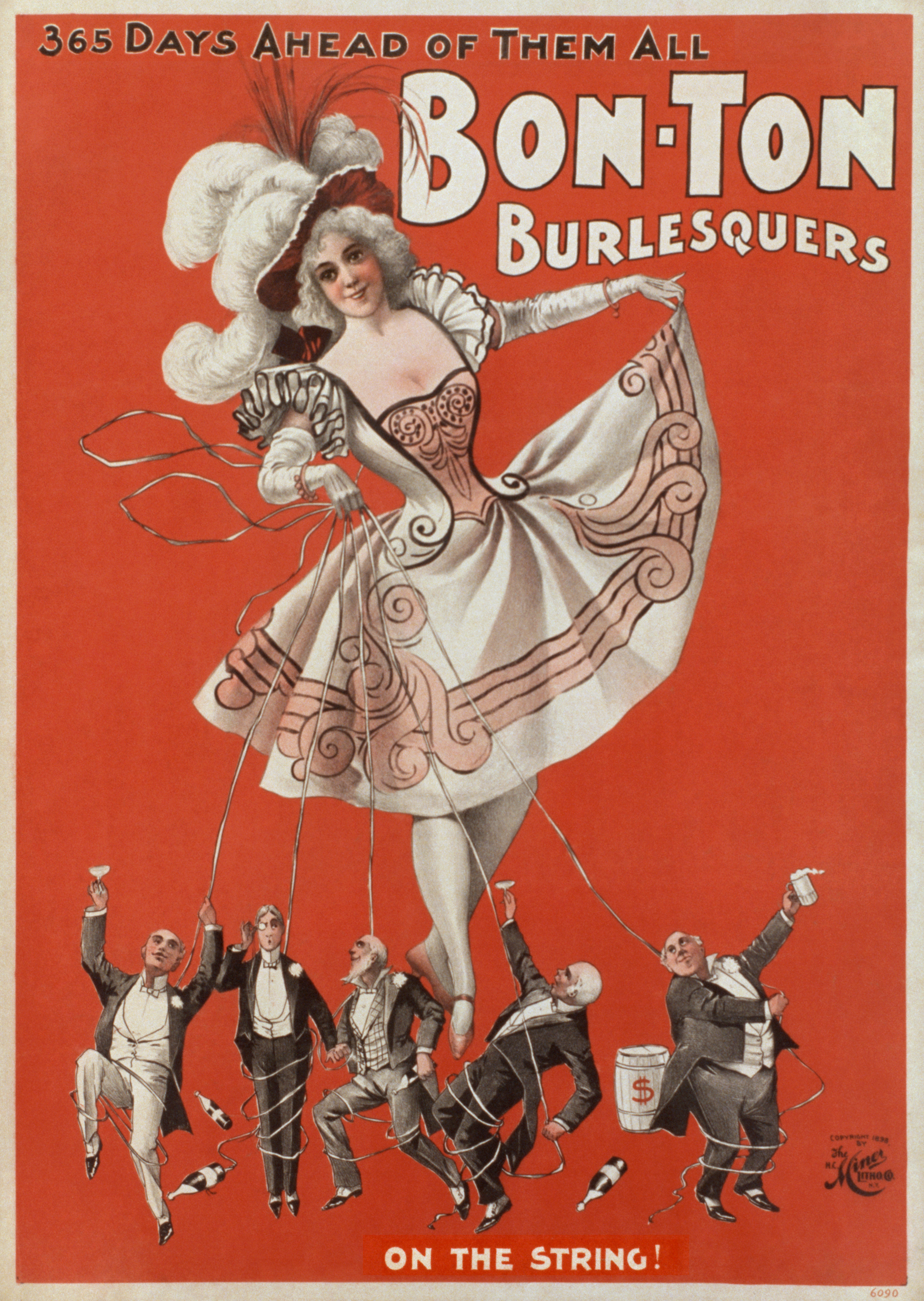
إعلان لعرض مسرحي هزلي عام 1898

قصص التهريج أو البُرْلَسْك (Burlesque) هي التي تناول الموضوعات الخفيفة وتبعث على الضحك الكثير، وهي أيضا مسرحية هزلية ساخرة، وأحيانا من قبيل المبالغة. في القرن العشرين وبالأخص في الولايات المتحدة، أصبحت مرتبطة بأشكال متنوعة من العروض المسرحية حيث يظهر التعري الذي كان له جذب كبير.